# عدد کوانتومی مغناطیسی
عدد کوانتمی مغناطیسی (انگلیسی: Magnetic quantum number) سومین عدد از مجموعه اعداد کوانتومی است. این عدد حالت کوانتومی یکتای یک الکترون را شرح می‌دهد و آن را با حرف m نمایش می‌دهند. این عدد نشان‌دهنده سطح انرژی موجود در هر لایه الکترونی است.
| روابط بین اعداد کوانتومی | روابط بین اعداد کوانتومی                                  | روابط بین اعداد کوانتومی |
| اوربیتال                 | مقادیر                                                    | تعداد مقادیر m           |
| ------------------------ | --------------------------------------------------------- | ------------------------ |
| s                        | {\displaystyle \ell =0,\quad m=0}                         | ۱                        |
| p                        | {\displaystyle \ell =1,\quad m=-1,0,+1}                   | ۳                        |
| d                        | {\displaystyle \ell =2,\quad m=-2,-1,0,+1,+2}             | ۵                        |
| f                        | {\displaystyle \ell =3,\quad m=-3,-2,-1,0,+1,+2,+3}       | ۷                        |
| g                        | {\displaystyle \ell =4,\quad m=-4,-3,-2,-1,0,+1,+2,+3,+4} | ۹                        |

## مولفه‌یتکانه زاویه‌ای
انتخاب محور مختصات قطبی در این تحلیل به دلخواه انتخاب شده است. عدد کوانتوم {\textstyle m_{l}} به تکانه زاویه‌ای در دلخواه انتخاب شده اشاره دارد که به طور متداول محور z یا محور کوانتیزیشن نامیده می‌شود. مقدار تکانه زاویه‌ای در جهت z به دلخواه از فرمول زیر بدست می‌آید.
{\displaystyle L_{z}=m_{l}\hbar }
در اینجا {\displaystyle L_{z}} مجموع تکانه زاویه‌ای است، که مقدار آن با عدد کوانتومی زاویه‌ای زیرپوستی{\displaystyle m_{l}} به دست می‌آید.